# Joliot-Curie-Gymnasium
Das Joliot-Curie-Gymnasium ist eine allgemeinbildende Schule des sekundären Bildungsbereichs, die zur Hochschulreife führt. Die Schule, die aus der Luisenschule hervorging, befindet sich auf der Nordseite des Wilhelmsplatzes in der ostsächsischen Stadt Görlitz. Sie ist eines von zwei Gymnasien der Stadt und befindet sich in deren Trägerschaft. Das Gymnasium bietet das natur- und das gesellschaftswissenschaftliche Profil an.

## Name der Schule
Die Schule ist nach dem französischen Physiker und Chemienobelpreisträger Frédéric Joliot-Curie (1900–1958) benannt. Er wurde 1925 Assistent von Marie Curie am Institut du Radium. Ein Jahr später heiratete er deren Tochter Irène. Ihm und seiner Frau wurden 1935 der Nobelpreis für Chemie für die Synthese eines Radionuklids verliehen. Später arbeitete er als Professor am Collège de France und war während der deutschen Besatzung im Zweiten Weltkrieg in der Résistance aktiv. Nach dem Krieg lehnte er die Mitarbeit an der Entwicklung und am Bau einer französischen Atombombe ab.

## Geschichte

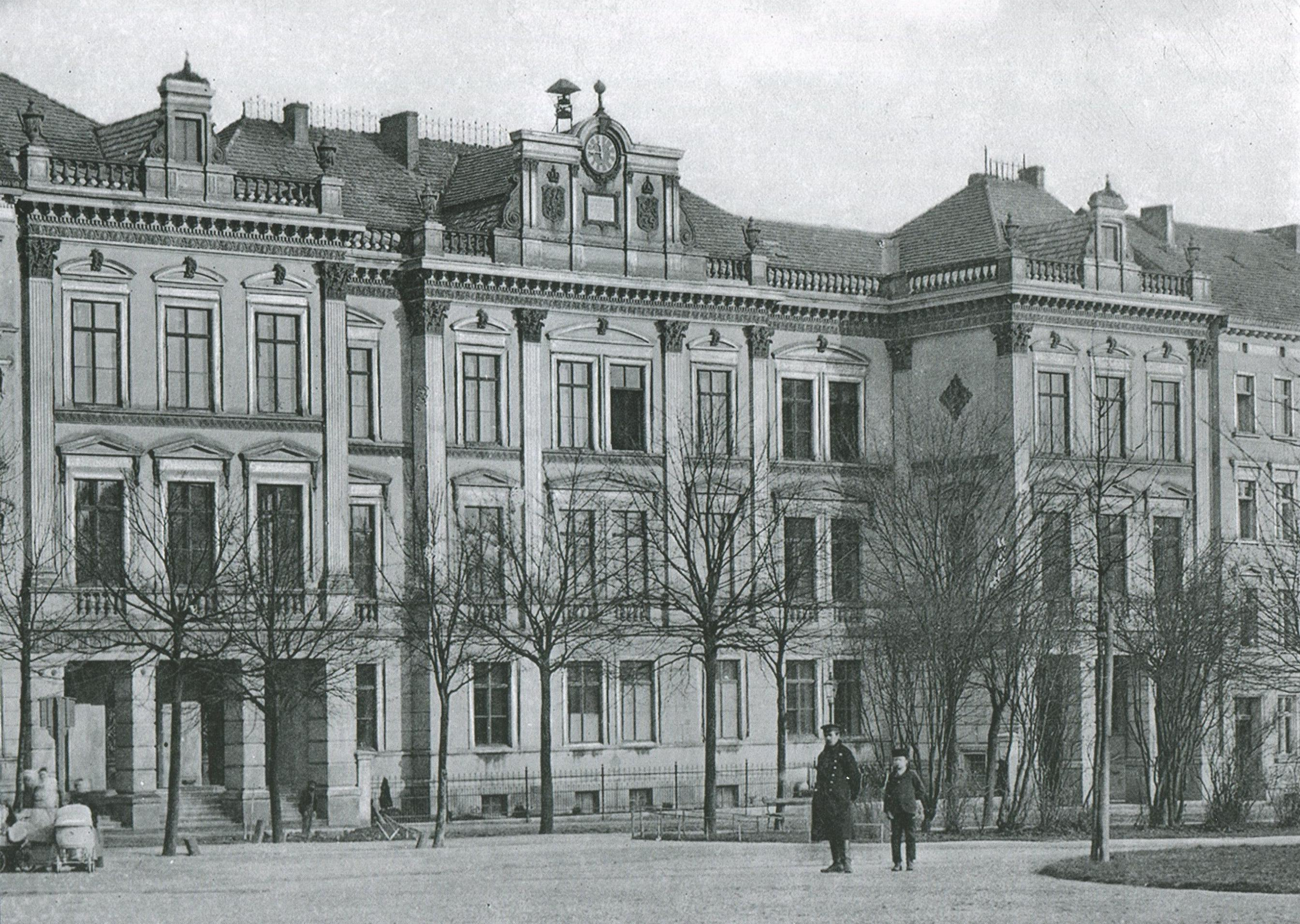
Das Schulgebäude um 1875

In den Jahren 1872/1873 wurde auf dem Wilhelmsplatz das Schulgebäude für die bereits seit 1852 bestehende Gewerbeschule errichtet. Die Gewerbeschule wurde jedoch bereits wenige Jahre später aufgelöst, so dass 1882 die Luisenschule – eine Höhere Mädchenschule – in das Gebäude einzog. Die Mädchenschule ging auf das 1781 gegründete Gersdorffsche Frauenzimmer–Institut zurück. Im Jahr 1927 wurde das Gebäude erweitert und erhielt ein drittes Obergeschoss. Bis in die 1950er Jahre blieb die Schule nur Mädchen vorbehalten. Erst nach der Zusammenlegung mit der Lessingschule 1950 werden Jungen und Mädchen gemeinsam in dem Haus unterrichtet. Auch das Abitur kann seit dem gleichen Jahr abgelegt werden. Seit 1959 trägt die Schule den Namen Frédéric Joliot-Curies. Im DDR-Schulsystem war sie die einzige Erweiterte Oberschule (EOS) der Stadt. Sie war damit die einzige Schule im Stadtgebiet, an der man die Hochschulreife erlangen konnte. Nach der Wende (1989/90) und dem damit einhergehenden Umbau des Schulsystems wurde die EOS in das heutige Gymnasium umstrukturiert. Ab nun lernten in der Sekundarstufe I Schüler ab der fünften Klasse bis zur zehnten Klasse und in der Sekundarstufe II Schüler der elften und zwölften Klassen in dem Gymnasium. Im Jahr 2002 fusionierte das Gymnasium mit dem Gymnasium Königshufen. Das Schulgebäude in Königshufen wurde nach dem Zusammengehen geschlossen.

## Gebäude
Das Schulgebäude wurde im Neorenaissancestil errichtet. Der westliche und östliche Flügel befindet sich in einer Flucht mit den benachbarten Wohnhäusern. Der Haupteingang zum Gebäude befindet sich am westlichen Flügel hinter vier Säulen. Im östlichen Flügel befindet sich eine Durchfahrt in den Innenhof. Auch hier tragen vier Säulen die darüberliegenden Stockwerke. Die Säulen, aber auch die Fassade im Erdgeschoss sind in einer groben Steinquaderoptik verputzt. Der erste und zweite Stock wird durch Säulen im Korinthischen Stil untergliedert. Bis zur Aufstockung in den 1920er Jahren besaß das Gebäude lediglich zwei Etagen. Der Fries über dem zweiten Stockwerk, der auf den Säulen ruht bildete einst das Gesims des Gebäudes. Das dritte Stockwerk wurde optisch an den bestehenden Gebäudeteil angepasst. So gliedern auch in diesem Stockwerk die Säulen die Fassade. Über dem Mittelteil des Gebäudes befindet sich ein Giebel mit einer Uhr.
Im Hof schließt sich an das Gebäude westlich die Aula an. Sie wird heute für größere Veranstaltungen oder Prüfungen verwendet. Östlich des Hauptgebäudes befindet sich ein dreistöckiges Nebengebäude.

## Pädagogische Arbeit, Ausstattung und Angebote
Seit 2006 werden an dem Gymnasium auch Ganztagsangebote in den Schultag integriert. Neben typischen AGs wie Hausaufgabenbetreuung, Holzverarbeitung oder künstlerischen wie Töpfern und ähnlichem, gibt es auch Angebote für Metallverarbeitung. Außerdem besteht schon lange eine Schülerzeitung, deren Entwicklung vom Finden von Artikelthemen und Werbekunden bis hin zum Layout und dem Verkauf der Zeitung von den Schülern zunehmend selbstständig in die Hand genommen wird.

### Ausstattung
Die Schule verfügt im Erdgeschoss über zwei Chemiekabinette sowie in der dritten Etage über Kabinette für den Physik- und Biologieunterricht. Auch für den Informatikunterricht stehen Räume zur Verfügung. Eine Besonderheit war lange Zeit, dass jeder Abiturjahrgang einen Raum in der Schule nach einem Thema gestalten durfte. So entstanden beispielsweise Räume mit einer Eingangstür in der Optik einer englischen Telefonzelle oder im Polnischunterrichtsraum ein Stadtplan des Zentrums von Krakau. Nach der Sanierung, die im März 2014 abgeschlossen wurden, war eine solche Gestaltung durch die Schüler jedoch nicht mehr gestattet. Die Schule verfügt über eine eigene Bibliothek.

### Joliot-Curie-Woche
Jedes Schuljahr findet im März die sogenannte Joliot-Curie-Woche statt. Während dieser Woche können sich die Schüler mit wissenschaftlichen Projekten auseinandersetzen. Regionale Firmen und Einrichtungen ermöglichen es den Schülern sich wissenschaftlich auf den verschiedensten Gebieten auszuprobieren. Die Schüler können unter anderem zwischen experimentellen Arbeiten an der Hochschule Zittau/Görlitz, Gesprächen mit Ärzten der örtlichen Krankenhäuser, zeitgeschichtlichen Projektarbeiten oder Unternehmenspräsentationen wählen. Die Ziele dieser Projektwoche sind es die Schüler an die Forschung in der Region heranzuführen bzw. die Notwendigkeit wissenschaftlicher Arbeit für das alltägliche Leben zu vermitteln. Auch sollen den Jugendlichen berufliche Perspektiven in der Umgebung gezeigt werden.

### Fremdsprachen
Am Joliot-Curie-Gymnasium kann man zwischen 3 Fremdsprachen wählen. Dabei stehen die folgenden 3 Fremdsprachen zur Auswahl: Latein, Französisch und Polnisch. Wenn man Latein wählt, erlernt man die Fremdsprache bereits ab der 5. Klasse (bei den anderen Fremdsprachen erst ab der 6.) und ab der 10. Klasse muss man Latein abwählen und erlernt Französisch als Fremdsprache.

## Öffentlichkeitsarbeit
Die Schule kooperiert mit der örtlichen Wirtschaft, darunter das Siemens-Turbinenwerk, der Waggonbau Görlitz sowie die Stadtwerke Görlitz und der Hochschule Zittau/Görlitz.

### Schülerzeitung Wühlmaus
Im Februar 1991 erschien die erste Schülerzeitung Wühlmaus. Die Schülerzeitung wurde von Schülern gestaltet und der Druck durch Werbeinserate und einen Unkostenbeitrag finanziert. Sie erschien bis zum Mai 2005 in unregelmäßigen Abständen. Die 46. Ausgabe der Wühlmaus bildete die vorerst letzte Ausgabe im Mai 2005. Seit Dezember 2009 erscheint die Wühlmaus wieder alle zwei Monate.

### Förderverein
Der Förderverein der Schule wurde 1991 von Eltern, ehemaligen Schülern sowie Lehrern gegründet. Die Ziele des Vereins sind die materielle Förderung des außerunterrichtlichen Lebens an der Schule, des Unterrichts mit zusätzlichem Material und die Traditionspflege beginnend bei der Luisenschule über die EOS bis zur heutigen Schule. So ist der Verein beispielsweise Träger des Schülercafes naTÜRlich. Jährlich verleiht der Verein an die besten Absolventen den Abiturientenpreis des Joliot-Curie Gymnasiums Görlitz. Der Vorsitzende des Vereins ist der ehemalige Lehrer und Schulleiter Karl-Heinz Winkler. Seine Stellvertreterin ist die ehemalige Lehrerin Dr. Brigitte Pohl.

### Partnerschulen
Die Schule unterhält mehrere Schulpartnerschaften unter anderem zu einer Schule im polnischen Mirsk und mit dem Lyzeum in der polnischen Nachbarstadt Zgorzelec. Im Jahr 2002 übernahm die Schule die Partnerschaft zum Theodorianum Paderborn vom Gymnasium Königshufen. Im Rahmen der Schulpartnerschaft findet auch regelmäßig ein Schüleraustausch zwischen den Schulen in Paderborn, Görlitz und Zgorzelec statt. Der Austausch besteht bereits seit 1989.